# Євфимій Великий
Святий Євти́мій Великий (грец. Εὐθύμιος ὁ Μέϒας, святий Євтимій, Евтимій Благодушний, Евфимій-схимник; бл. 377 — 20 січня 473, пустеля Зіф (≈ 95 років)) — християнський святий, настоятель монастиря в Святій Землі (Ізраїлі). Пам'ять — 20 січня.

## Життєпис
Євтимій Великий народився 378 року у вірменському місті Мелітині, де він пізніше був священиком і завідателем монастирів. Згодом Євтимій потайки вирушив до Святої землі і замешкав в келії біля Єрусалима. Проживши п'ять років, він віддалився вглиб пустелі. 

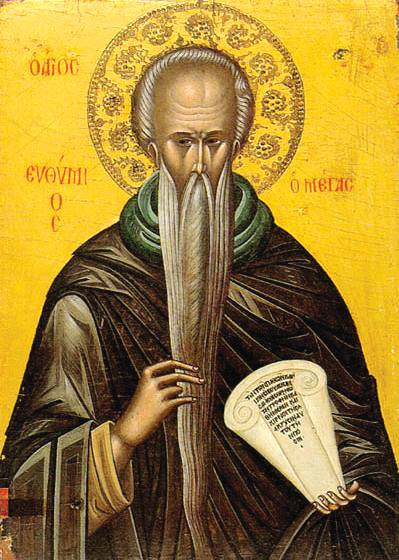
Євтимій Великий

Згодом біля його печери почали поселятися побожні пустельники. Так постав монастир, настоятелем якого Євтимій призначив побратима Феоктиста, а сам почав вести в пустелі Рува над Мертвим морем самітне і дуже строге життя. Завдяки його чуду зцілення сина арабського князя багато арабів навернулися до Христової віри. Представники Євтимія брали участь у Вселенських Соборах в Ефесі 431 року та Халкідоні 451 року. Помер Євфимій 473 року, провівши 68 літ у пустелі. 